# Epilobium densifolium
Epilobium densifolium är en dunörtsväxtart som beskrevs av Gustav Kunze och Haussk.. Epilobium densifolium ingår i släktet dunörter, och familjen dunörtsväxter. Inga underarter finns listade i Catalogue of Life.